# Панти
Панти́ — роги оленів в період їх щорічного росту, що мають трубчасту неороговілу структуру, наповнені кров'ю, покриті тонкою оксамитовою шкірою з короткою м'якою шерстю. Існують міфи щодо лікувальних властивостей, але наукові дослідження не підтверджують будь-якого цілющого ефекту препаратів з пантів. 
Коли олень біологічно досягає зрілого віку, пантові роги припиняють гілкуватися. З цього часу кількість відростків залишається незмінною. Це також вважається однією з особливостей даних тварин.